# Edvan Bakaj
Edvan Bakaj (ur. 9 października 1987 w Tiranie) – albański piłkarz, były członek albańskich reprezentacji U-17 i U-19.